# Germán Sánchez Espeso
Germán Sánchez Espeso (Pamplona, Navarra, 22 de enero de 1940) es un escritor español representante de la generación del 68.
Ha tenido una actividad incesante en el terreno de la narrativa, cultivando diversos estilos, –experimental, clásico, policíaco, infantil–; destila un inteligente sentido del humor y es un maestro en la construcción de tramas. 
Sus primeras obras, Experimento en génesis, Síntomas de éxodo, Laberinto levítico y De entre los números, pueden considerarse las más experimentales. Narciso, Premio Nadal 1978, posee una estructura más clásica y de lectura mucho más asequible. Introduce una curiosa interpretación del mito, entrecruzando intriga y erotismo. Paraíso reúne un conjunto de relatos muy breves al hilo de la narración bíblica, donde condensa con gran ironía las relaciones humanas. 
New York Shitty es, ante todo, una novela brutalmente divertida. Compuesta con unos personajes delirantes y un ritmo frenético, pasea por la sociedad actual haciendo gala de un sarcasmo y sentido del humor apabullantes. El corazón del sapo, ilustrada por Irene Fra, es su primera novela destinada al público infantil; se trata de una narración plena de imaginación y ritmo, en la que desliza con profundidad temas como la muerte, el tiempo o la felicidad, tratados con el máximo respeto para un público infantil, pero inteligente.

## Biografía
Nació en Pamplona, Navarra, el 22 de enero de 1940, en la calle Navarro Villoslada, 16. Es hijo de Adelina Espeso Pelayo y de Francisco Sánchez Oyarzábal, agrimensor del Departamento Catastral de la Diputación de Navarra.
Tras estudiar el bachillerato y el curso preuniversitario en el colegio de los jesuitas de su ciudad natal, ingresó en la Compañía de Jesús en 1957. Así explica Sánchez Espeso esta toma de decisión en el segundo tomo de su trilogía de memorias, titulado, Jesuitas, exquisita fantasmagoría:

Si me preguntaran cuáles fueron los motivos de mi elección, dicho de otro modo, a dónde me encaminaba al pretender ser jesuita, respondería que casi nunca vamos a alguna parte por alcanzarla, sino que casi siempre avanzamos huyendo de algo. Y añadiría que, en ocasiones, llegamos, en nuestra huida, más lejos de lo que deseamos, no tanto porque pretendamos avanzar, sino porque, una vez acometida la marcha, no sabemos cómo detenernos.

Ahora, solo queda preguntar: ¿Yo, de qué huía? Huía de una sociedad que me ofrecía aspirar a ejercer un trabajo técnico y perpetuar rutinariamente la especie. O quizá solo huía de mí mismo, de mi propia mediocridad. Muchas veces nos proponemos proyectos inalcanzables con el fin de tener una excusa para no abordar los proyectos alcanzables.

Inició la carrera de jesuita en el monasterio de Veruela (Zaragoza). Tras dos años de noviciado, en los que recibió instrucción sobre la espiritualidad jesuítica, dedicó otros dos años a estudiar griego, latín, estética y oratoria.
En 1961 se trasladó a la Facultad de Filosofía de Loyola (Guipúzcoa), en la que cursó la carrera de Filosofía. Empleó los veranos en asistir a los cursos especiales de la Cátedra de Cine de la Universidad de Valladolid, lo cual inspiró el título de su tesis de licenciatura: Arte, artes y cine.
En 1964 fue destinado al colegio de los Jesuitas de Tudela (Navarra), donde impartió clases de latín y literatura durante dos años. Allí inició un ambicioso proyecto: escribir una pentalogía que mostrara su visión particular del mundo utilizando los temas fundamentales de los cinco libros del Pentateuco bíblico, con un estilo literario personal.
Publicó la primera de esas cinco novelas, Experimento en génesis, en 1967 con el editor Carlos Barral, que se hizo cargo de la totalidad del proyecto. En las vacaciones estivales de esos dos años de docencia se trasladó a París para asistir a los ciclos de cine primitivo y cine mudo de la Cinemateca Francesa.
Posicionado en el grupo izquierdista de los jesuitas, que adoptaba posturas antifranquistas y cercanas a los incipientes movimientos eurocomunistas, en 1967 fue invitado por un hispanista profesor de la Universidad Carolina de Praga, a visitar Checoslovaquia, uno de los países a los que el gobierno de la dictadura española prohibía viajar. Este suceso pasó inadvertido al gobierno español, no así al checo, que no vio con buenos ojos la presencia del huésped. Al cabo, la propuesta de traducir al checo Experimento en Génesis fue rechazada no por su temática, sino por la profesión de su autor, tildado de "agente del Vaticano".
Ese mismo año se trasladó al Monasterio de Oña (Burgos), donde estudió un curso de teología. Allí compatibilizó sus clases con la redacción de la segunda novela de su Pentateuco, titulada Síntomas de éxodo, (Seix Barral, 1968).
Utilizó las vacaciones veraniegas para efectuar un curso intensivo de teoría y técnica televisivas, en los estudios de Prado del Rey (Madrid), donde obtuvo el título de realizador de televisión.
En octubre se trasladó a la Universidad de Deusto (Bilbao) para continuar con los estudios de teología. Fue allí donde, al final del curso, en septiembre de 1968, abandonó sus creencias religiosas y la Compañía de Jesús.
Así explica Sánchez Espeso este hecho en el segundo tomo de su trilogía de memorias, Jesuitas, exquisita fantasmagoría.

De súbito, discurrí que un Dios que necesitaba ser alabado no era mejor que un vanidoso cacique; que un Dios que hacía recaer el pecado de los Primeros Padres en su descendencia era un tirano injusto; que si era cierto que existía el Infierno, Dios carecía de la infinita ternura que se predicaba de él, e incluso de la ternura más elemental.

En resumen, se me revelaron, en un solo rayo de luz resplandeciente, dos majestuosas verdades: una, que precisamente las verdades eran, con una irónica frecuencia, mentira. Y otra, que no había habido un Dios que no fuera una mezcla de todos los opresores que se habían investido de mando sobre el desdichado ser humano.

En 1968, abandonada su vida jesuítica, se trasladó a Madrid. Subsistió corrigiendo pruebas para una editorial hasta que fue contratado por una agencia publicitaria. Alternó su labor de director de cine publicitario con la de consejero editorial de Ediciones del Centro. Entretanto, publicó dos títulos más de su pentalogía: Laberinto levítico, (Barral Editores, 1969) y De entre los números, (Barral Editores, 1978).
El quinto libro de la pentalogía, titulado Baile de disfraces, no verá la luz hasta 1984, en la Editorial Plaza Janés. Se trata de una novela corta acompañada de ocho relatos. Uno de ellos, La ventana, llevado al cine en varios cortometrajes, ha sido saludado como “el mejor cuento de hospitales de todos los tiempos” por la revista SoHo  e incluido en la antología titulada Cuentos que cortan el aliento (Rodrigo Argüello, Bogotá, Colombia, 2002).
Con una tienda de campaña en el maletero, efectuó un recorrido por Europa, al que no escapó casi ningún rincón del continente. Su frenesí viajero incluyó algunos de los entonces prohibidos países del ámbito soviético, como Polonia, Alemania Oriental, Hungría y, de nuevo, Checoslovaquia.
En 1978 ganó el Premio Nadal con Narciso  y en 1979 residió en Estados Unidos como miembro del International Writing Program de la Universidad de Iowa. Allí escribió su libro de relatos Paraíso. Recorrió el país desde Boston hasta Los Ángeles. Visitó también México, Cuba y Puerto Rico, adonde acudió invitado por la Universidad de Río Piedras para participar en un Congreso sobre Novela Española.
De vuelta a Madrid, Sánchez Espeso publicó, en 1981, ¡Viva el pueblo!; en 1983, La reliquia; y en 1985, Pollo frío en la nevera. En su producción literaria, hasta en sus libros más comerciales, existe un punto de experimentación, una vuelta de tuerca.
Cada una de sus novelas tiene un tratamiento técnico diferente al de la anterior, de manera que parecen escritas por un autor diferente, si bien un lector avezado puede rastrear en todos ellos los temas recurrentes, los fantasmas que aquejan al autor y su punzante sentido del humor.
Preguntado sobre esta versatilidad, que no le favorece comercialmente pues estorba al clientelismo de los lectores aunque le honra como creador, Sánchez Espeso responde: "Nunca me copio a mí mismo. Eso supondría por mi parte una intolerable falta de recursos narrativos”.
En su libro de memorias Todo un hombre: ¡vaya mierda! confiesa:

Me resultaría excesivamente aburrido escribir siempre de lo mismo y utilizando el mismo recurso narrativo. Me fatigan los novelistas que poseen únicamente un estilo y un asunto. De ahí que, cada uno de mis libros, hasta los más llanos, fueran proyectados para albergar en alguno de los repliegues y sistemas de su estructura, estilo, ritmo o sonoridad, ciertas suertes de soterrada experimentación.

Viajero empedernido, realizó largos periplos con la mochila al hombro. De ese modo recorrió Colombia, Perú y Bolivia. En otro de sus desplazamientos al continente americano comenzó su itinerario por Brasil, Paraguay y Uruguay, y lo finalizó en Argentina. Más tarde, Pakistán, India y Nepal, siempre de mochilero tenaz. También Marruecos, Túnez, Egipto, Jordania, Grecia y Turquía. En autobús y tren, con tienda de campaña y los permisos debidamente concedidos, recorrió la Unión Soviética.

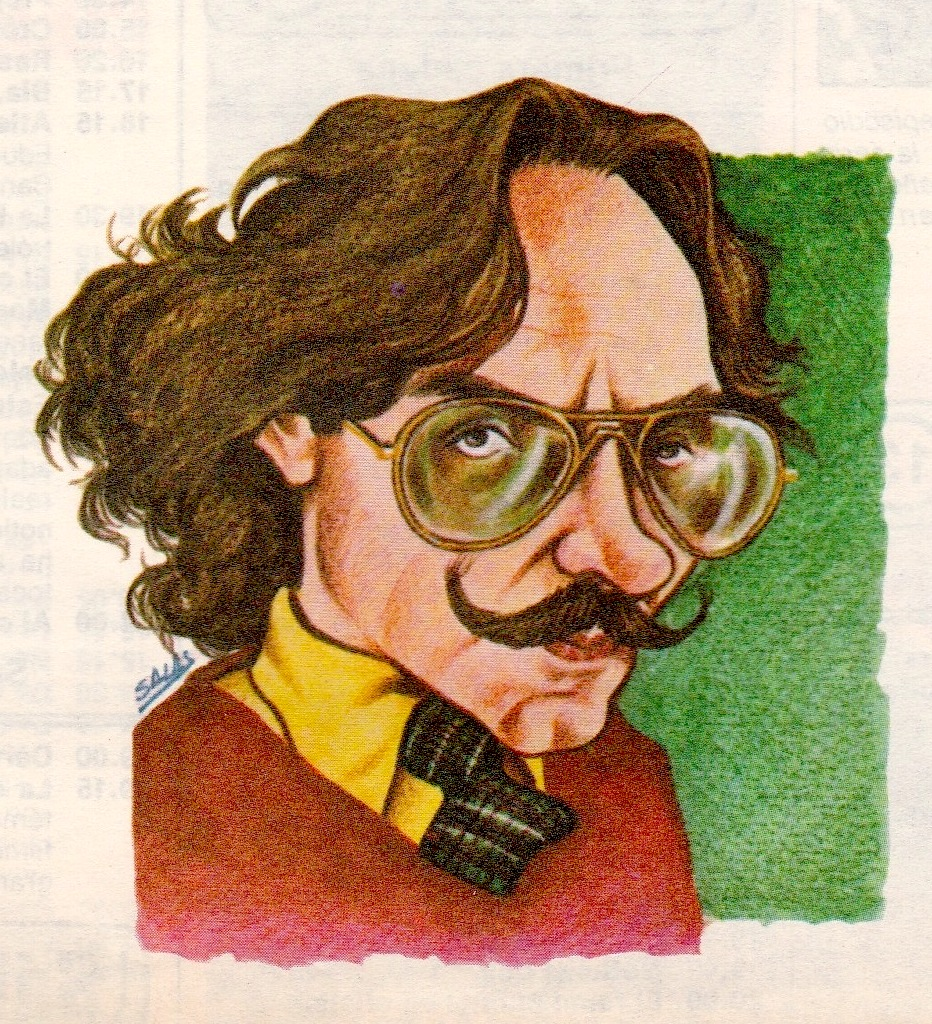
Germán Sánchez Espeso visto por Salas en la revista Consulta Semanal, 1981

Pueden encontrarse elocuentes descripciones sobre su aspecto físico de aquella época en algunos documentos. Pilar de Miguel  lo describió como “un hombre pulcro, con grandes bigotes de puntas vueltas hacia arriba, pelo un poco largo, sólo lo imprescindible para justificar que trabaja en una dinámica compañía publicitaria, y una indumentaria impecable”; y Juan Madrid (Cambio 16, 18 de marzo de 1985, pg. 109) habló de su “atildado aspecto de caballero medieval”. 
El autor se retrata a sí mismo en su novela La mujer a la que había que matar. (Mondadori, 1991, pg. 128). En ella menciona a alguien que no pertenece al elenco de personajes, ni acaso tenga otro sentido que introducirse a sí mismo crípticamente como un elemento más de la inquietante atmósfera, cuando el protagonista se cruza en la calle con “un tipo moreno, de bigotito enhiesto, gafas verdosas y pelo engomado, con aspecto de libertino, que apartó la mirada de un grupo de colegialas para dedicarle una sonrisa de enterado”.
Después de asistir durante ocho años al estudio de Margot Paccaud para practicar Hatha Yoga, se inició en el Yoga Tántrico con Kalyan Sivananda en la milenaria dinastía del Brahman Gotra, con sede en Jaipur (India).
En 1986 publicó En las alas de las mariposas. Residió en Nueva York, donde trabajó para la Editorial Macmillan McGraw–Hill. Esa ciudad le inspiró la Trilogía de Manhattan, que consta de las novelas No dejéis el cuchillo sobre el piano, New York Shitty y Si volvemos a vernos, llámame Gwen.

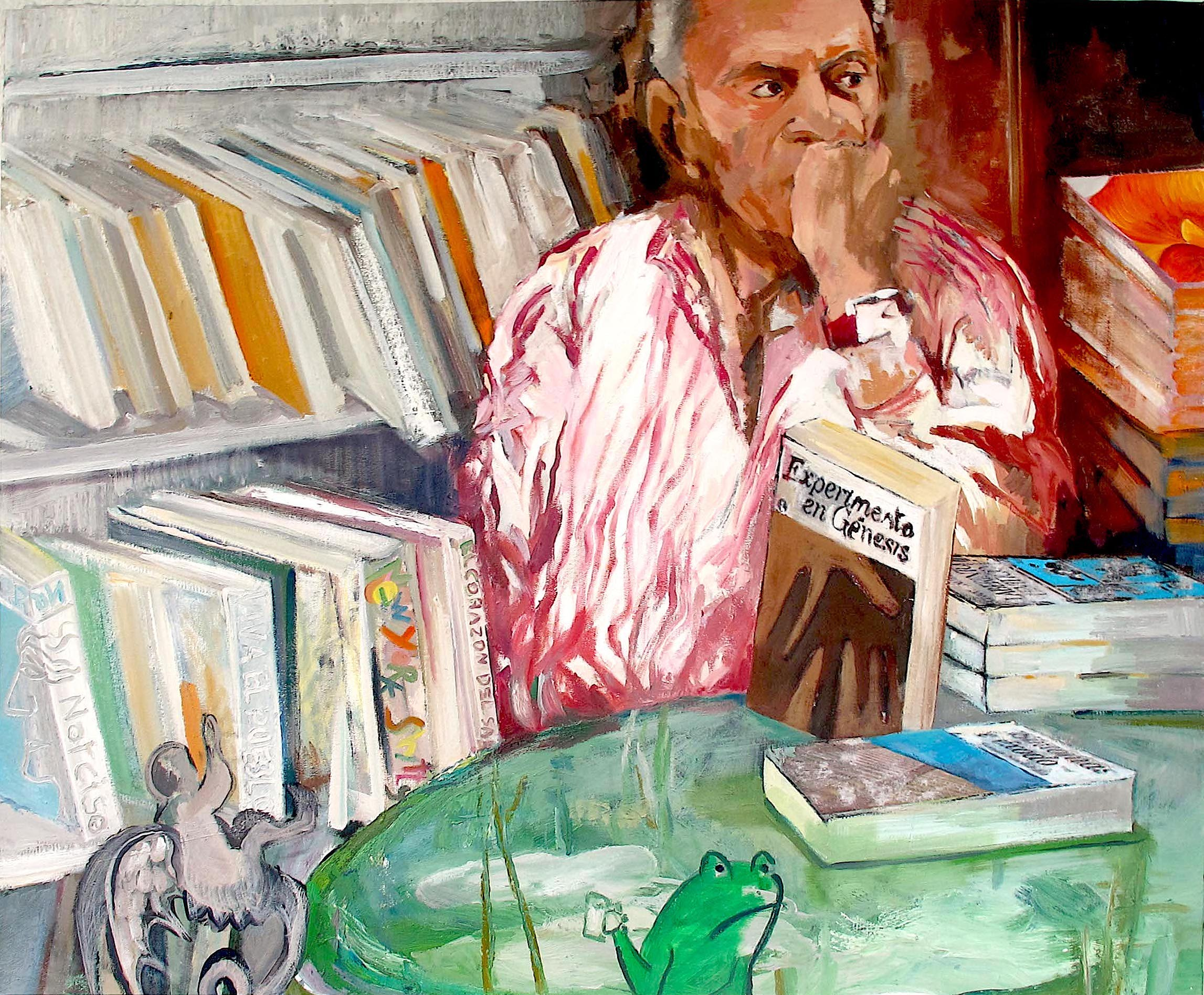
Germán Sánchez Espeso, año 2020. Óleo de María Martín Ayala

En 2016 apareció su primer libro de ensayo, titulado Clítoris, y en 2020 publicó Estudio para una apoteosis de los ángeles caídos, que junto con ¡Viva el pueblo! y La reliquia conforman la Trilogía Imperial.
Entre los años 2022 y 2024 aparecieron tres libros con sus memorias, Niñez, dulce veneno, Jesuitas, exquisita fantasmagoría y Todo un hombre: ¡vaya mierda!, que conforman una trilogía bajo el título Todo lo que a nadie le interesa saber sobre la vida de un necio. En ellos aborda con mordacidad sus temas favoritos: falsedad, ética, instituciones, sexo, política, vicios, amor, felicidad, religión, estupidez, engaño, sociedad. 
En 2021 el Archivo Real y General de Navarra acogió su legado literario, que consta de manuscritos, dibujos, pinturas y objetos personales. En mayo de 2024 la Biblioteca de Navarra exhibió una parte del abundante material de su legado en una exposición que tituló “El universo de Germán Sánchez Espeso – Fragmentos de un escritor”.
En 2025 el Archivo añade a sus fondos documentación en soporte digital e inicia la incorporación de la totalidad de su obra inédita con una novela titulada “El ciempiés cojo” y un libro de ensayo titulado “Confucio en la lavandería. Comentarios inmoderados a los comedidos comentarios de Confucio al I Ching”.

## Galardones
- Premio Nadal, por "Narciso" (1978).

## Obras
- Experimento en génesis (Seix Barral, 1967).
- Síntomas de éxodo (Seix Barral, 1968).
- Laberinto levítico (Barral Editores, 1972).
- De entre los números (Barral Editores, 1978).
- Narciso (Destino, 1978) (Premio Nadal).
- Viva el pueblo (Ediciones Cátedra, 1981).
- Paraíso (Emiliano Escolar Editor, 1982).
- La reliquia (Plaza-Janés, 1983).
- Baile de disfraces (Plaza-Janés, 1984).
- La ventana (1984).
- Pollo frío en la nevera (Plaza-Janés, 1985).
- En las alas de las mariposas (Plaza-Janés, 1986).
- El corazón del sapo (Anaya, 1987).
- La mujer a la que había que matar (Mondadori, 1991).
- No dejéis el cuchillo sobre el piano (Destino, 2001).
- New York Shitty (Random House Mondadori, 2004).
- Si volvemos a vernos, llámame Gwen (Drácena, 2019).
- Estudio para una apoteosis de los ángeles caídos (Funambulista, 2020).

## Poesía
- La rana en el nenúfar (Desván, 2012).

## Ensayo
- Clítoris (Laetoli, 2017).
- Niñez, dulce veneno (Pamiela, 2022).
- Jesuitas, exquisita fantasmagoría (Pamiela, 2023).
- Todo un hombre: !vaya mierda¡ (Pamiela, 2024).

## Sinopsis de los libros
Experimento en génesis
El experimento que se proclama en el título alude tanto a la técnica literaria como a la relación de los personajes: una muchacha con la que el protagonista hila al azar una conversación en una carnicería de la ciudad, que les conduce a una amistad íntima en la montaña, y un borrachín de familia rica, acusado de fratricidio, que huye perseguido por la policía y busca refugio en su amigo el protagonista.
Síntomas de éxodo
La novela está redactada en el lenguaje de los manuales de aprender idiomas. Su acción, la aventura moral de un joven judío que regresa en busca de sí mismo a su ambiente natal pero que prolonga ese regreso hasta un Israel ancestral, es sólo el hilo conductor de una exploración de las condiciones de la comunicación y de la incomunicación entre personas y un ensayo de interpretación de las relaciones, tan a menudo gratuitas, entre episodios de la convivencia.
Laberinto levítico
En un relato de fría y penetrante estructura, dos hermanos gemelos, chico y chica, se desplazan hasta una hacienda, con el propósito de matar a su anciana tía y heredar sus bienes. Mientras se someten a los rituales que la anciana y su sirvienta desarrollan en torno a las actividades diarias, preparan su macabro proyecto, que adquiere también el carácter de un meticuloso ritual.
De entre los números
Un conflicto entre homosexuales en el ejército sirve de hilo conductor para la manifestación de la historia de cierta familia señorial en descomposición, a la luz de cuya genealogía alcanzamos la visión completa de aquellos sucesos particulares, en apariencia desconectados entre sí. El relato castrense se apoya en un léxico épico, mientras que el familiar se resuelve en lenguaje de caballerías, picaresco y naturalista, de acuerdo con cada momento histórico.
Narciso
Un muchacho rico y apuesto relata sus dificultades para conseguir los favores sexuales de su prima. Ella no accede a sus pretensiones y él la mata. En la segunda parte, un anciano desdichado refiere que lo narrado solo es el producto de sus propias fantasías, propiciadas por el alcohol, que le hicieron verse como al joven agraciado y rico que le hubiera gustado ser. En una breve tercera parte, el muchacho desmiente la segunda parte, y confiesa que, en su borrachera nocturna, se transformó en el desdichado viejo que él recelaba llegar a ser algún día.
¡Viva el pueblo!
Novela de aventuras donde se narra una revolución situada en Castilla entre los siglos XVII y XVIII. Puede decirse que en ella todo es verdadero y falso, pues se mezclan personajes reales e imaginarios, sucesos históricos e inventados, fantasías y anacronismo. Aristócratas, inquisidores, prostitutas, cortesanos, clérigos, militares y bandoleros, forman parte de su fastuosa galería de personajes.
Paraíso
Libro de brevísimos relatos que parten de la crónica que el libro del Génesis ofrece de la creación del mundo y del hombre. En él se nos ofrece una visión entre el disparate y la ironía más sutil. Su novedad literaria se cifra en su concisión. El manojo de cuentecillos cabe en cincuenta páginas y el más extenso de ellos no excede las cincuenta palabras.
La reliquia
Escrita un tanto a la manera de las mejores muestras de la novela picaresca española y supuestamente situada en la España de Felipe IV, narra las aventuras y desventuras de un mozo dotado de un gigantesco miembro viril. Su peripecia constituye una sátira social e histórica de elegante mordacidad, realizada con una fresca invención y una prosa vivaz que nos hace ingresar con suma naturalidad en el ámbito de una fábula que se convierte en real gracias a un nada común arte de escritor.
Baile de disfraces
Las nueve piezas de esta obra responden a la más exigente concepción de lo que ha de ser un relato breve: planteamiento, desarrollo y final sorpresivo tanto por lo inesperado como por su coherencia. En este libro, nada hay de gratuidad, sino de imaginación argumental. Esto redunda en la consecución de una de esas pocas obras que el lector lamenta que acaben, porque si en sus páginas satisface el gusto por el idioma, también satisface el deseo de hallar unas narraciones que puedan sorprender su capacidad imaginativa.
Pollo frío en la nevera
Un psiquiatra cincuentón se enfrenta a una indeseable triple encrucijada. Por una parte, su matrimonio ha adquirido un insoportable grado de indiferencia, simbolizado por el “pollo frío” (pollo, paronimia freudiana de polla o pene) que le aguarda todas las noches al volver, cansado, del consultorio. Por otra, al protagonista le aqueja una parálisis progresiva que no le permite tenerse de pie sin la ayuda de unas muletas. Y, por otra, se enamora frenéticamente de una paciente de diecinueve años notablemente desequilibrada.
En las alas de las mariposas
Don Lisardo es un anciano moribundo que súbitamente decide abandonar su palacete de Madrid y dirigirse en coche a Bilbao, a su casa natal, en busca de su madre perdida en la infancia. Ante la general sorpresa, Don Lisardo recupera impensadas energías e inicia un viaje que, si primero es por los caminos del espacio, va siéndolo también a través de un tiempo recorrido hacia atrás, en el que él mismo va rejuveneciendo hasta convertirse en niño.
El corazón del sapo
Damián, un niño de corta edad, decide subir al desván de la casa, donde se acumulan objetos que su padre ha ido adquiriendo en sus exóticos viajes alrededor del mundo. Uno de ellos es un antiquísimo libro en el que se ofrecen fórmulas de conjuros, hechizos, amuletos y talismanes. En él encuentra el modo de fabricar un amuleto con poderes para conseguir dar saltos hacia delante en el tiempo, lo cual le conducirá a una de las aventuras vitales ciertamente espeluznante.
La mujer a la que había que matar
Un joven bibliotecario, casi un inadaptado social, aficionado a mezclar aromas en su gabinete de perfumista, que vive con su madre ciega y comparte su dormitorio con una ponzoñosa araña Atrax, tiene un sueño en el que cae herido de muerte. Antes de expirar, percibe algunas referencias presentes en su asesinato y, cuando despierta, centra su actividad en hallar a la mujer que le había dado muerte en el sueño, con el fin de adelantarse a matarla antes de que ella acabe con él.
No dejéis el cuchillo sobre al piano
Un acaudalado industrial atraviesa una notable crisis psicológica: su actual esposa, cuarenta años más joven que él, lo ha preterido sin haber consumado el matrimonio, su hija mantiene con su madrastra (la joven actual esposa de su padre) una tórrida relación amorosa y su psiquiatra le insinúa que va por el camino de su madre, que murió en un frenopático. Seguidamente encuentra un ojo en el plato de la ducha, un dedo en un cajón del buró y el cadáver de su joven esposa en el maletero de su Rolls.
New York Shitty
Escrita de la manera más sarcástica y divertida imaginable, con un ritmo enloquecido y una vena corrosiva a la vez que lúcida, el autor narra las vidas de Joycelyn, una joven de fogosidad incontrolable; el gobernador Marshall, el individuo más poderoso y corrupto de la ciudad; el capitán de policía Stewart, un muy respetable pederasta y una veintena más de personajes que se ven envueltos en un caso trepidante de tráfico de drogas y sirven de argumento a la feroz metáfora crítica de la sinrazón de algunas formas de vida americanas.
Si volvemos a vernos, llámame Gwen
Novela de intriga situada en Nueva York y protagonizada por un guionista de cine fracasado que cree que le persiguen porque ha matado a una mujer, sin saber a qué mujer ha matado exactamente. Pero sí sabe los motivos que le impulsan a presentarse en una comisaría con una pistola para matar a un teniente de la policía, después de haberse visto envuelto en un sórdido entramado policial del que sólo consigue entrever la superficie, pues, como irá descubriendo, hay una verdad oculta y unas manos que manejan los hilos de su vida.
Estudio para una apoteosis de los ángeles caídos
Originalísima novela escrita a dos columnas que relatan dos hechos en dos tiempos diferentes, pero no incomunicados: el pasado (siglo XVII) y el presente. Sus acontecimientos interactúan y se complementan no sólo literariamente, sino físicamente, es decir, en el papel. Durante la lectura vemos que la acción de la columna de la izquierda, la del pasado, va salvando el espacio que la separa de la columna del presente, la de la derecha, y viceversa, en un juego que representa un suceso espacio–temporal. 
La rana en el nenúfar
Libro escrito en redondillas y en el que una rana nos invita a observar la vida como lo hace ella, “en un nenúfar subida, sentada, quieta y lejana”, y nos muestra su filosofía de vida, contraponiéndola a la de los seres humanos. La rana toca, con asombrosa ironía y profundidad, un inacabable elenco de comportamientos e ideas. 
Clítoris
Es un libro destinado a mostrar pormenorizadamente los diferentes modos en que el hombre (o la mujer) puede (y debe) proporcionar placer a su compañera. El texto se presta a muy diferentes lecturas, ya que se puede decir de él que recorre varios caminos de la literatura: es un manual de prácticas sexuales y un ensayo sobre el amor y el sexo, que tiene algo de poema épico y de confesión autobiográfica. 
Niñez, dulce veneno
Primero de la trilogía de memorias titulada Todo lo que a nadie le interesa saber sobre la vida de un necio. Dice de él el autor: “Varias veces combatí el impulso de consignar algunas de mis reminiscencias, como si quisiera intentar darles más veracidad sobre el papel que en mi memoria. Pero deseché la idea por estúpida y pueril. Ahora que he cumplido los ochenta y que admito plácidamente que soy estúpido y pueril, me pongo a ello, consciente de que toda mirada es engañosa, y la mirada vuelta hacia uno mismo es presuntuosa, y la más falaz de todas”.
Jesuitas, exquisita fantasmagoría
Segundo libro de la trilogía de memorias Todo lo que a nadie le interesa saber sobre la vida de un necio. El autor, usando el fino estilete de la ironía, abre en canal el mundo de la orden religiosa en la que estudió casi toda la carrera jesuítica. “Mi ilustración espiritual —escribe— había comenzado cuando yo contaba cinco años, y mi abandono de la religión y sus pompas y vanidades, cuando cumplí los veintiocho. Me disgusté por ello, pues ya casi tenía agarrado por el cuerno al unicornio”.
Todo un hombre: ¡vaya mlerda!
Tercer libro de Todo lo que a nadie le interesa saber sobre la vida de un necio. Como los dos anteriores, no es un anecdotario ni un libro de memorias al uso, sino un libro de reflexión. El autor nos muestra su vida profana (tras abandonar la espiritual), en la que nada queda sin pasar por el tamiz, por no decir por la trituradora, de una aguda visión: la política, el arte, el amor, el poder, el sexo, la moral, etcétera.
El ciempiés cojo
En un viaje a Edimburgo, la anciana Prucilla Loch relata al narrador, durante horas de charla amenizadas con alcohol, las idas y venidas de una serie de excéntricos personajes que confluyen primero en el balneario inglés Tennyson Springs y luego en Edimburgo. El resultado puede resumirse como la disparatada comedia derivada de escuchar borracho el relato sobre un borracho contado por otro borracho.